# الإخوة (مسلسل سوري)
مسلسل الإخوة هو مسلسل درامي سوري إنتاج الجزء الأول منه عام 1994 والثاني عام 1997

## قصة العمل
كتبته الروائية رويدة الجراح في أواخر الثمانينات لكن تم تصويره في مطلع التسعينات أربعة إخوة ثلاث أولاد وأختهم الكبرى يعيشون في بيت واحد حيث يفقدون والديهم ويقوم برعياتهم جد دمشقي، يعيش علاقة خاصة مع أحفاده، في إطار دراما عائلية دافئة تطرح الكثير من المتغيرات التي تعكس روح العصر إضافة لعمهم وزوجته وخالهم 
الجزء الأول من المسلسل انتجه القطاع الخاص، اما الجزء الثاني فقد انتجه القطاع العام، وسبب ذلك ان المنتج الأول لم يقتنع بوجوب إنتاج جزء ثان، بينما اقتنعت إدارة التلفزيون السوري بذلك.

## الجزء الأول
أنتج عام 1994 وضم الممثلين:-
- هاني الروماني
- أنطوانيت نجيب
- بسام كوسا
- جمال سليمان
- سلوم حداد
- عبد الحكيم قطيفان
- صباح الجزائري
- إيمان عبد العزيز
- مرام نور
- حسام عيد
- محمد عبد السلام
- جلال شموط
- رباب كنعان[6]
- أيمن رضا

## الجزء الثاني
تم تصويره في العام 1997 لكن شهد تغيير بعض الممثلين منهم جمال سليمان و صباح جزائري ليحل مكانهما زهير عبد الكريم و نادين خوري بدور الأخوين والخال بسام كوسا بالممثل عابد فهد
إضافة لدخول شخصيات جديدة مثل فرح بسيسو التي جسدت دور «نديدة» خطيبة أسامة الأخ الأكبر

## وصلات خارجية
- الإخوة 1994 يوتيوب
- الإخوة ج2 1997 يوتيوب